# Modelo WRF

Gráfico generado con WRF que muestra reflectividad de radar simulada (dBZ) para el Tifón Mawar con 3.3-km de resolución. El periodo temporal es de las 0000 UTC del 22 de agosto de 2005 a las 0000 UTC del 24 de agosto de 2005.

El modelo Weather Research and Forecasting (WRF) es un sistema de cálculo numérico para simulación atmosférica (NWP) diseñado para satisfacer las necesidades tanto de investigación como de predicción atmosféricas. El WRF incluye dos núcleos diferentes (ARW, NMM), un sistema de asimilación de datos, y una arquitectura de software diseñada para la posibilidad de ejecuciones distribuidas o paralelas y la escalabilidad del sistema. El WRF implementa una extensa gama de aplicaciones meteorológicas en escalas que van desde los metros a los miles de kilómetros.
El esfuerzo para desarrollar el WRF empezó en los últimos años de la década de los 90 como una colaboración entre las entidades norteamericanas Centro Nacional para la investigación Atmosférica (NCAR), Administración Nacional Oceánica y Atmosférica (representado por los Centros Nacionales para Predicción Medioambiental (NCEP) y el (entonces) Laboratorio de Sistemas de Predicción (FSL)), la Agencia de Meteorología de Fuerza Aérea estadounidense (AFWA), el Laboratorio de Investigación Naval (NRL), la Universidad de Oklahoma (OU), y la Administración de Aviación Federal (FAA). El grueso del trabajo en el modelo ha sido llevado a cabo principalmente por NCAR, NOAA, y AFWA.
El WRF permite a los investigadores producir simulaciones con datos reales o ideales, ofrece capacidades de predicción operativa, una plataforma flexible y robusta e incorpora avances en las partes física, numérico-matemática y de asimilación de datos, contribuciones de muchos desarrolladores de la comunidad científica. Está actualmente en uso operativo en el NCEP y otros centros de predicción a nivel internacional. El WRF ha crecido hasta tener una gran comunidad de usuarios en todo el mundo (más de 23,000 usuarios registrados en más de 150 países), y cada año se publican ejercicios y tutoriales en NCAR. El WRF es utilizado profusamente tanto en investigación como en predicción meteorológica en todo el mundo.
El WRF ofrece dos motores de cálculo para el cómputo de las ecuaciones que gobiernan la atmósfera, siendo el nombre de estas dos variantes WRF-ARW (Advanced Research WRF) y WRF-NMM (Nonhydrostatic Mesoscale Model). El WRF-ARW está soportado por la división Mesoscale and Microscale Metereology Division del NCAR. El WRF-NMM se basa en el modelo Eta, más tarde Nonhydrostatic Mesoscale Model, desarrollado en el NCEP. Está soportado para la comunidad por el Developmental Testbed Center (DTC).
El WRF sirve como base para el modelo Rapid Refresh, un modelo de predicción operativa corrido regularmente en el NCEP.
Una versión del WRF-NMM modificado para predicción de huracanes, HWRF (Hurricane WRF), estaba operativo en 2007.
En 2009, un WRF optimizado para zonas polares se hizo disponible a través del Byrd Polar Research Center en la Universidad Estatal de Ohio.